# James Sullivan (guvernör)
James Sullivan, född 22 april 1744 i Berwick, Massachusetts Bay-provinsen (numera i delstaten Maine), död 10 december 1808 i Boston, Massachusetts, var en amerikansk jurist och politiker (demokrat-republikan). Han var Massachusetts guvernör från 1807 fram till sin död.
Sullivan studerade juridik, tjänstgjorde mellan 1776 och 1782 som domare i Massachusetts högsta domstol och arbetade som advokat. Han valdes 1782 och 1783 till kontinentalkongressen men tog inte sin plats där. Mellan 1790 och 1807 tjänstgjorde han som delstatens justitieminister (attorney general).
Sullivan efterträdde 1807 Caleb Strong som guvernör och avled 1808 i ämbetet. Sullivan ansåg att federala elektorer borde väljas av folket i Massachusetts men delstatens lagstiftande församling höll fast vid sin rättighet att utse elektorer.